# NTRU
NTRU é um sistema criptográﬁco pós-quântico de chave pública assimétrica baseado em problemas tidos por intratáveis, embora não se saiba se são NP-difíceis para alguns reticulados especíﬁcos adotados em  sistemas RSA. A primeira versão do sistema, que foi chamada NTRU, foi desenvolvida em 1996 pelos matemáticos J. Hoffstein, J. Pipher e Silverman.